# Пам'ятки Братського району
У Братському районі Миколаївської області на обліку перебуває 3 пам'ятки архітектури, 31 — історії та 3 — монументального мистецтва.

## Пам'ятки архітектури
| №п/п | Охоронний номер | Найменування пам'ятки | Адреса                                | Рік  | Автор                                   | Фото |
| ---- | --------------- | --------------------- | ------------------------------------- | ---- | --------------------------------------- | ---- |
| 1.   | 5               | Земська лікарня       | Смт Братське, пров. Лікарняний, 1     | 1992 | В. І. Волков, Живкович, (О. І. Тищенко) |      |
| 2.   |                 | Залізнична станція    | Станція Людмилівка, Одеська залізниця | 1992 | О. І. Тищенко                           |      |
| 3.   |                 | Земська школа         | Село Сергіївка                        | 1992 | О. І. Тищенко                           |      |
|      |                 |                       |                                       |      |                                         |      |

## Пам'ятки історії
| №п/п | Охоронний номер | Найменування пам'ятки | Адреса                             | Рік            | Автор                                                 | Фото |
| ---- | --------------- | --- | ---------------------------------- | -------------- | ----------------------------------------------------- | ---- |
| 1.   | 198             | Меморіальний комплекс: — Братська могила героя Громадянської війни Кушнікова С. Ю., борців за Радянську владу А. Майхорджака, К. Молдаванова, М. Кириленка, Г. Гаркуші та ін. і понад 30 бійців, які визволяли Братське від денікінців;пам'ятник Миколі Дзюбину, курсанту Одеської піхотної школи ім. Ворошилова, який загинув у 1941 році, захищаючи Братське;братська могила Героя Радянського союзу Фархутдінова М. А. і 29 радянських воїнів, які загинули при звільненні Братського від німецько-фашистських загарбників (всього 30 чоловік);братська могила підпільників та жертв фашизму (44 чоловіки); — пам'ятний знак на честь воїнів-земляків, загиблих в роки ВВВ. | Смт Братське, вул. Фархутдінова    | 1967           | арх. В. І. Білодід                                    |      |
| 2.   | 772             | Пам'ятний знак на честь комсомольців-підпільників. | Смт Братське (комсомольський парк) | 1970           |                                                       |      |
| 3.   | 773             | Пам'ятний знак на честь 113 та 223 дивізій, які звільнювали смт Братське від німецько-фашистських загарбників у 1944 році.пам'ятний знак на честь воїнів-земляків, загиблих в роки ВВВ (пам'ятник комплексний). | Смт Братське (комсомольський парк) | 1975 Рек. 2010 |                                                       |      |
| 4.   | 774             | * Пам'ятний знак на честь Героя Радянського Союзу Вороніна В. А., який народився у Братському районі. | Смт Братське вул. Вороніна         | 1975           |                                                       |      |
| 5.   | 1444            | Пам'ятний знак на честь воїна-визволителя, Героя Радянського Союзу старшого лейтенанта Фархутдінова М. А. | Смт Братське вул. Комсомольська    | 1975           |                                                       |      |
| 6.   | 771             | Пам'ятний знак на честь воїнів-земляків, загиблих в роки ВВВ. | Село Антонівка                     | 1975           |                                                       |      |
| 7.   | 1401            | Меморіальний комплекс: Пам'ятний знак на честь воїнів-земляків, загиблих в роки ВВВ;Братська могила радянських воїнів (кількість не встановлено) та партизан (12 чоловік) (пам'ятник комплексний). | Село Ганнівка                      | 1981           | ск. В. В. Томілін                                     |      |
| 8.   | 205             | Братська могила радянських воїнів (9 чоловік) та пам'ятний знак на честь воїнів-земляків, загиблих в роки ВВВ (пам'ятник комплексний). | Село Григорівка                    | 1967           |                                                       |      |
| 9.   | 1402            | Меморіальний комплекс: братська могла радянських воїнів (9 чоловік);пам'ятний знак на честь воїнів-земляків, загиблих в роки ВВВ. | Село Ілічівка                      | 1979           | ск. В. Томілін                                        |      |
| 10.  | 1400            | Братська могила радянських воїнів (кількість не встановлено) та пам'ятний знак на честь воїнів-земляків, загиблих в роки ВВВ (пам'ятник комплексний). | Село Кам'януватка                  | 1980           | арх. І. Раскошинський                                 |      |
| 11.  | 775             | Пам'ятний знак на честь воїнів-земляків, загиблих в роки ВВВ. | Село Кам'яно-Костувате             | 1973           | ск. Андрієнко                                         |      |
| 12.  | 206             | Братська могила радянського воїна Худякова В. М. і 5 партизан та пам'ятний знак на честь воїнів-земляків, загиблих в роки ВВВ. | Село Костувате                     | 1976           |                                                       |      |
| 13.  | 776             | Пам'ятний знак на честь воїнів-земляків, загиблих у роки ВВВ. | Село Красноярка                    | 1971           | Проєктант Ковтун                                      |      |
| 14.  | _               | Могила радянського воїна Аленіна. | Село Крива Пустош, кладовище       | 1986           |                                                       |      |
| 15.  | 208             | Меморіальний комплекс: — братська могила радянських воїнів (10 чоловік);Пам'ятний знак на честь воїнів-земляків, загиблих в роки ВВВ. | Село Крива Пустош                  | 1972           | ск. Н. Калабашкін                                     |      |
| 16.  | 209             | Братська могила радянських воїнів (6 чоловік). | Селище Людмилівка                  | 1947           |                                                       |      |
| 17.  | 1339            | Пам'ятний знак загиблим курсантам Одеського піхотного училища та медсестрі, які загинули при обороні с. Миколаївка у 1941 році. | Село Миколаївка                    | 1977           |                                                       |      |
| 18.  | 212             | Меморіальний комплекс: — братська могила героїв громадянської війни (3 чоловіки);братська могила курсантів та медсестри (8 чоловік) і воїнів-визволителів (7 чоловік). | Село Миколаївка                    | 1975           |                                                       |      |
| 19.  | 210             | Могила радянського воїна П. Ветомкіна, який загинув при визволенні села Миролюбівка у 1944 році. | Село Миролюбівка                   | 1976           |                                                       |      |
| 20.  | 777             | Пам'ятний знак на честь воїнів-земляків, загиблих в роки ВВВ. | Село Михайло-Жукове                | 1975           |                                                       |      |
| 21.  | 211             | Братська могила радянських воїнів (29 чоловік) та пам'ятний знак на честь воїнів-земляків, загиблих в роки ВВВ. | Село Мостове                       | 1975           | ск. В. А. Пляцун, М. М. Кушенова, арх. Р. І. Коробець |      |
| 22.  | 213             | Меморіальний комплекс: братська могила радянських воїнів (6 чоловік);пам'ятний знак на честь воїнів-земляків, загиблих в роки ВВВ. | Село Новокостянтинівка             | 1972           | ск. В. А. Пляцун                                      |      |
| 23.  | 214             | Братська могила радянських воїнів (3 чоловіки). | Село Новомар'ївка                  | 1949           |                                                       |      |
| 24.  | 1398            | Пам'ятний знак на честь визволення села від німецько-фашистських загарбників; | Село Новомар'ївка                  | 1978           |                                                       |      |
| 25.  | 215             | Могила Невідомого радянського воїна, який загинув при визволенні села Новоолександрівка у 1944 році та пам'ятний знак на честь воїнів-земляків, загиблих в роки ВВВ. | Село Новоолександрівка             | 1949           |                                                       |      |
| 26.  | 779             | Могила радянського розвідника Коваленка І. І., який загинув від важкого поранення. | Село Обухівка                      | 1959           |                                                       |      |
| 27.  | 216             | Меморіальний комплекс: — братська могила радянських воїнів (7 чоловік);пам'ятний знак на честь воїнів-земляків, загиблих в роки ВВВ. | Село Петропавлівка                 | 1960 рек. 1985 |                                                       |      |
| 28.  | 217             | Братська могила радянських воїнів (12 чоловік) та пам'ятний знак на честь воїнів-земляків, загиблих в роки ВВВ. | Село Прищепівка                    | 1975           |                                                       |      |
| 29.  | 218             | Меморіальний комплекс: — братська могила радянських воїнів (21 чоловік);пам'ятний знак на честь воїнів-земляків, загиблих у роки ВВВ. | Село Сергіївка                     | 1972           |                                                       |      |
| 30.  | 1449            | Братська могила радянських воїнів (4 чоловіки). | Село Соколівка                     | 1944           |                                                       |      |
| 31.  | 202             | Братська могила радянських воїнів (26 чоловік) та пам'ятний знак на честь воїнів-земляків, загиблих у роки ВВВ. | Село Шевченко                      | 1970           | арх. Гіріч                                            |      |

## Пам'ятки монументального мистецтва
| №п/п | Охоронний номер | Найменування пам'ятки                              | Адреса                               | Рік  | Автор              | Фото |
| ---- | --------------- | -------------------------------------------------- | ------------------------------------ | ---- | ------------------ | ---- |
| 1.   | 780             | Пам'ятний знак на честь дружби радянських народів. | Селище Братське Площа Дружби народів | 1970 | арх. В. І. Білодід |      |
| 2.   | 783             | Пам'ятник Герою Радянського Союзу Вороніну В. А.   | Село Мостове                         | 1973 | ск. В. А. Пляцун   |      |
| 3.   | 784             | Пам'ятник Мічуріну В. І.                           | Село Новокостянтинівка               | 1969 |                    |      |
| 4.   | 221             | Пам'ятний знак Леніну В. І.                        | Село Петропавлівка                   |      |                    |      |
|      |                 |                                                    |                                      |      |                    |      |